# Auanema
Auanema (лат.) — род галофильных эврибионтных нематод из семейства Rhabditidae, обитающих в центрально-калифорнийском озере Моно при солёности 69 г/л и дозах мышьяка, в 500 раз превышающих смертельные для человека.

## Описание
Так как нематоды очень распространены на Земле, выпускники лаборатории профессора Штернберга Пей-Инь Ши и Джеймс Сихо Ли ещё до открытия догадывались, что в гипергалинном озере тоже должны быть нематоды.
Auanema может жить при дозах мышьяка, в 500 раз превышающих смертельные для человека, однако, может жить и в лабораторных условиях. Имеются три пола: самцы, самки и гермафродиты, в отличие от других нематод, у коих есть только самцы и гермафродиты. Также интересно, что эти нематоды вынашивают потомство внутри собственных тел.